# Кастелан
Кастелан (фр. Castellane) насеље је и општина у Француској у региону Прованса-Алпи-Азурна обала, у департману Горњопровансалски Алпи која припада префектури Кастелан.
По подацима из 2011. године у општини је живело 1565 становника, а густина насељености је износила 13,29 становника/km². Општина се простире на површини од 117,79 km². Налази се на средњој надморској висини од 724 метара (максималној 1.761 m, а минималној 639 m).

## Демографија
| 1962. | 1968. | 1975. | 1982. | 1990. | 1999. | 2011. |
| ----- | ----- | ----- | ----- | ----- | ----- | ----- |
| 1.160 | 1.181 | 1.234 | 1.383 | 1.349 | 1.508 | 1.565 |

График промене броја становника у току последњих година